# 佐伯陨击坑
佐伯陨击坑（Saheki）是火星上一座位于雅庇吉亚区南纬21.75度、西经286.97度处的撞击坑，直径约为82公里，2006年，
国际天文学联合会行星系统命名工作组采用日本业余天文学家佐伯恒夫（Tsuneo Saheki）之名命名了它。
该陨坑中分布大量的冲积扇，它们被保存在倒转地形中。

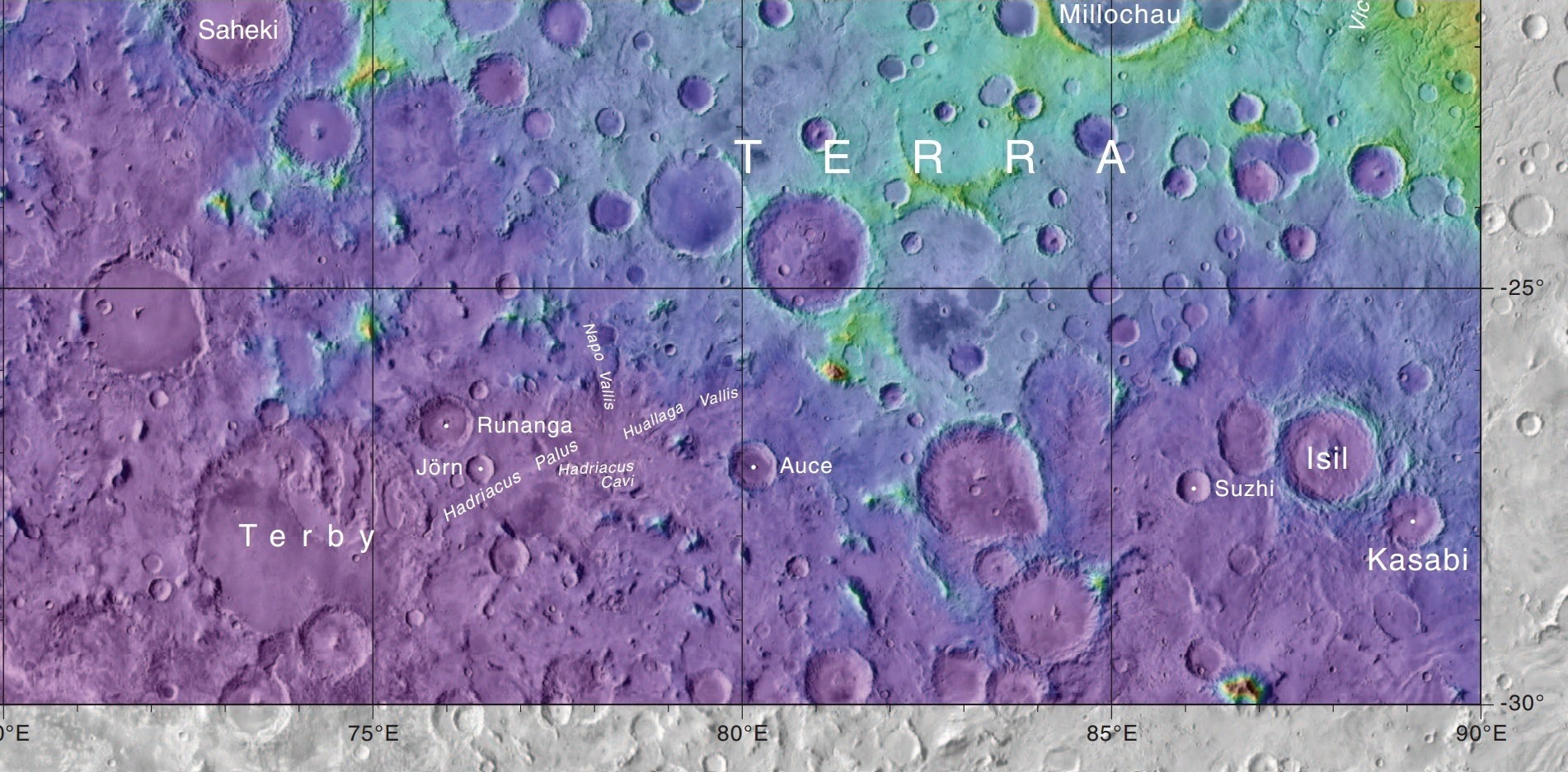
显示了佐伯陨击坑及附近撞击坑的火星轨道器激光高度计地图，颜色表示海拔高度。
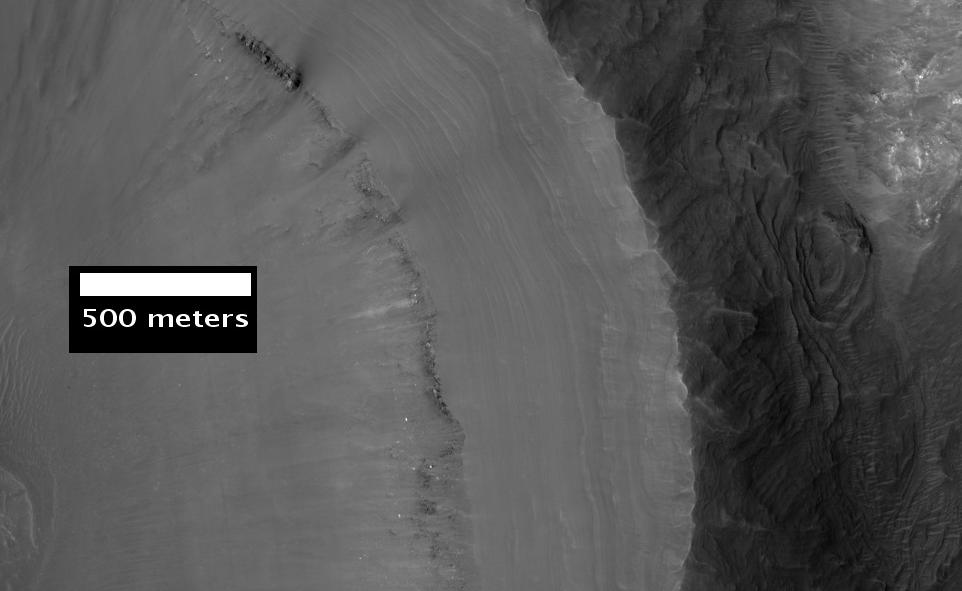
[[高分辨率成像科学设备佐伯陨击坑地层特写。

## 另请查看
- 小行星4606 佐伯
- 火星气候
- 火星地质
- 火星撞击坑
- 火星矿石资源
- 行星体系命名法